# Napkeleti vizeken
A Hazaszeretet, Napkeleti vizeken, vagy Japán nemzeti dal, korabeli, téves megnevezésén Japán himnusz, avagy eredeti japán címén Hazafias induló (愛国行進曲; Aikoku kósinkjoku) egy japán második világháborús katonadal. Eredeti szövegét Morikava Jukio (森川幸雄) írta, zenéjét Szetogucsi Tókicsi (瀬戸口藤吉, 1868–1941) szerezte. Magyar nyelvre Liszt Nándor (1899–1946) fordította.

## Magyar szövege (1941)
Napkeleti vizeken hömpölyög az ár,

Nézd a hajnalt, az egen mennyi napsugár!

Víztarajon fut a hab, rá ragyog a fény,

Nyolc szigeten süt a nap, táncol a remény.

Ó, hogyha virradásunk szép ködje száll,

Égbe repül az ima, feltöri magát.

Tűzhegyünk, a Fudzsima zengi a szavát,

Száll a tűz, ég a láng! Ne félj, szent hazánk!

Védte karunk a hazát száz viharon át,

Diadalmat akarunk, élet igazát!

Mert a miénk ez a föld, végtelen egünk,

S őseinktől örökölt drága tengerünk.

Ó, mindig élt e föld és élt Istenünk,

Napkeleti vizeken hömpölyög az ár,

Nézd a hajnalt, az egen mennyi napsugár!

Nippon él, Nippon él! Egy nép, egy a cél!

Nippon arca hova néz? Fölfelé tekint,

Mert a császár, a vitéz hogyha egyet int,

Tiszta szeme csupa fény, áldja meg az ég!

Benne örök az erény, istenivadék!

Ó, fel, fel, hív a császár, menjünk tehát!

Négy a tenger, egy a szív, rajta, figyelem!

Harcra hát, ha odahív, s kész a győzelem!

Merre jár, s kardja vág, nyit majd száz virág!

## Japán szövege (1937)
| Eredeti szöveg | Hepburn-átírás | Magyaros átírás |
| 見よ 東海の空明けて 旭日高く輝けば 天地の正気 潑溂と 希望は踊る大八洲 おお晴朗の朝雲に 聳ゆる富士の姿こそ 金甌無欠揺るぎなき わが日本の誇りなれ 起て 一系の大君を 光と永久に頂きて 臣民我等皆共に 御稜威に副はむ大使命 往け 八紘を宇となし 四海の人を導きて 正しき平和打ち立てむ 理想は花と咲き薫る 今幾度か我が上に 試練の嵐 哮るとも 断乎と守れその正義 進まむ道は一つのみ 嗚呼 悠遠の神代より 轟く歩調受け継ぎて 大行進の行く彼方 皇国常に栄えあれ | Miyo Tōkai no sora akete Kyokujitsu takaku kagayakeba Tenchi no seiki hatsuratsu to Kibō wa odoru ōyashima O o seirō no asagumo ni Sobi yuru Fuji no sugata koso Kin'ōmuketsu yuruginaki Waga Nippon no hokori nare Tate ikkei no ōkimi o Hikari to towa ni itadakite Shinmin warera minatomo ni Miitsu ni so hamu dai shimei Ike hakkō o ie to nashi Shikai no hito wo michibikite Tadashiki heiwa uchitate mu Risō wa hana to saki kaoru Ima iku tabi ka waga ue ni Shiren no arashi takerutomo Danko to mamore sono seigi Susuma michi wa hitotsu nomi A a yūen no kamiyo yori Todoroku hochō uketsugite Dai kōshin no yuku kanata Kōkoku tsune ni sakae are | Mijo Tókai no szora akete Kjokudzsicu takaku kagajakeba Tencsi no szeiki hacuracu to Kibó va odoru ójasima Ó szeiró no aszagumo ni Szobi juru Fudzsi no szugata koszo Kinómukecu juruginaki Vaga Nippon no hokori nare Tate ikkei no ókimi o Hikari to tova ni itadakite Sinmin varera minatomo ni Mícu ni szo hamu dai simei Ike hakkó o ie to nasi Sikai no hito o micsibikite Tadasiki heiva ucsitate mu Riszó va hana to szaki kaoru Ima iku tabi ka vaga ue ni Siren no arasi takerutomo Danko to mamore szono szeigi Szuszuma micsi va hitocu nomi Á júen no kamijo jori Todoroku hocsó ukecugite Dai kósin no juku kanata Kókoku cune ni szakae are |

## Külső hivatkozás
- Magyar változat a YouTube-on (Kalmár Pál előadásában)
- Japán változat a YouTube-on